# Def Jam Recordings
Def Jam Recordings – amerykańska wytwórnia płytowa będąca własnością Universal Music Group. Wydaje płyty muzyczne z różnego gatunku. W latach 1999–2014 stanowiła część Island Def Jam Music Group.
W Def Jam płyty wydają między innymi: Big Boi, Big K.R.I.T., DJ Khaled, Fabolous, Diffi, Frank Ocean, Kanye West, LL Cool J, Ludacris, Method Man, Mya Shante, Ne-Yo, Rick Ross, Redman, Rihanna, Rusina, Sentino, The Roots, The-Dream, Young Jeezy, Justin Bieber czy Ghostface Killah.